# 晴海 (東京都中央区)

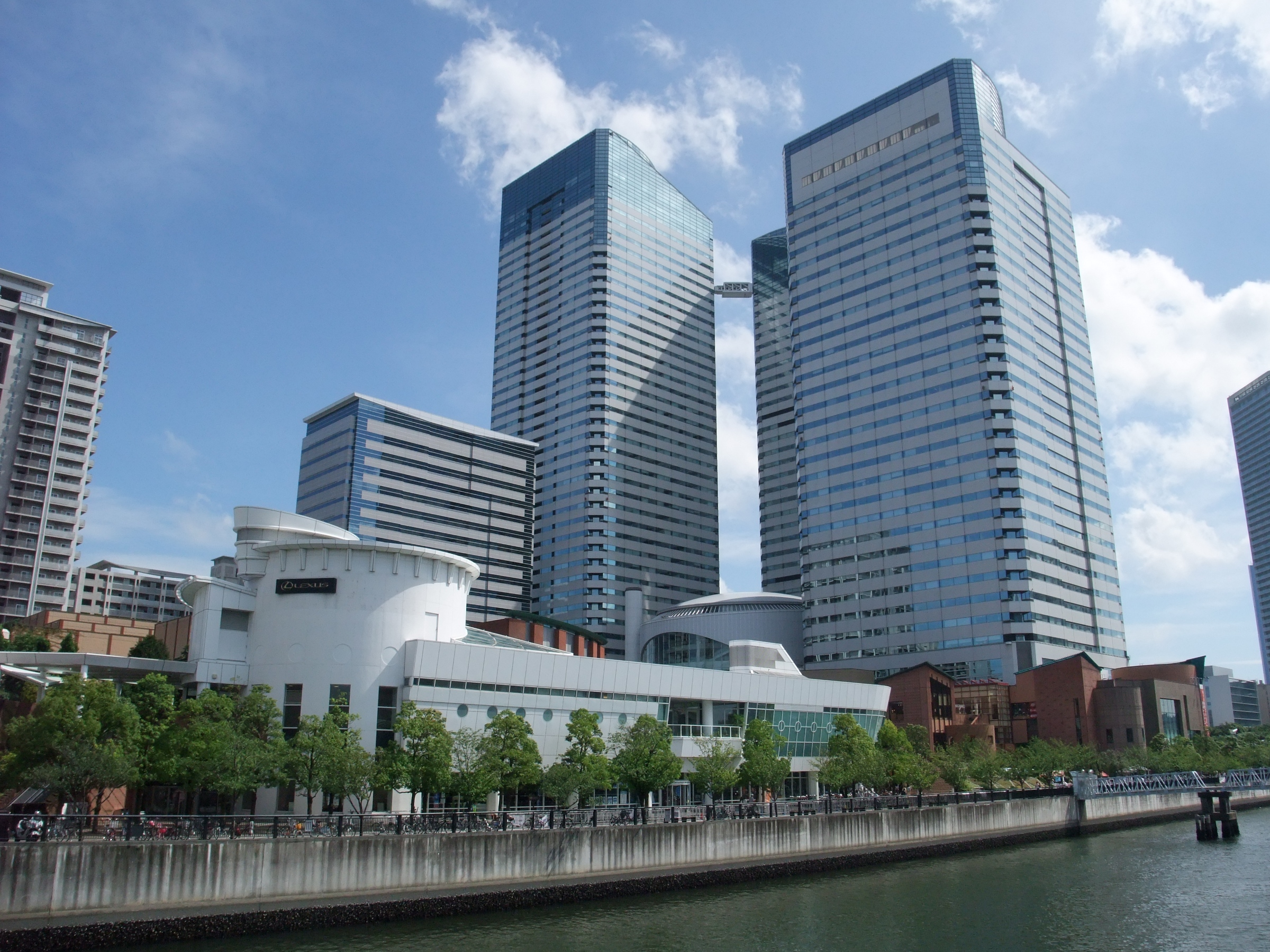
晴海トリトンスクエア

晴海（はるみ）は、東京都中央区にある地名。現行行政地名は晴海一丁目から晴海五丁目。郵便番号は104-0053。明治中期から昭和初期にかけて行われた東京湾澪浚（みおさらい）工事で出た海底の土砂を投下してできた埋立地で、正式な地名が決まる前は月島4号地と呼ばれた。

## 歴史

### 月島四号地の完成から第二次世界大戦前
1931年（昭和6年）4月、第3期隅田川口改良工事により、月島4号地（東京港埋立4号地）の埋め立てが完了した。
1933年（昭和8年）、東京市会は市庁舎を四号地（現在の晴海）に移転することを決議し、建設設計のコンペも行われた。しかし反対も多く計画を推進した牛塚虎太郎市長の退任とともに移転案は幻となった。
その後、紀元2600年記念日本万国博覧会の開催地に決まり整備されたが、日中戦争のために、やむなく中止された。この時は入場券も売り出されていたが、1938年7月に中止が決まった際に、払い戻しはされなかった。この万博は、同じく中止となった東京オリンピックと同時開催される予定であった。
1938年9月、万国博覧会事務局の建物が完成したが、万博開催が無期延期となったため、陸軍の傷病兵収容所として使用された。

### 第二次世界大戦後
月島地域はほぼ戦災をまぬがれたが、晴海地域の米軍の接収は1957年（昭和32年）にまでおよんだ。その後、日本住宅公団（現：都市再生機構）などに集合住宅の建設用地として提供され、また小野田セメント（現：太平洋セメント）や日本通運など、主に港湾・物流などに関連する企業へ事業用地として売却された。
晴海埠頭は、最初の外国貿易埠頭として整備され1955年に開業し、拡張工事を経て1960年に完成した。また、東京都港湾局専用線が敷設され、晴海埠頭に貨物列車の入線が可能になった。1958年5月9日に開通式が行われ、雑貨・農水産物・セメントなどが輸送された。
1955年、第1回東京国際見本市を開催。その際に晴海の第2会場が好評だったため、1959年、東京国際見本市会場が建設された。東京モーターショーやコミックマーケット、エレクトロニクスショー（当時）など、多くの見本市やイベントが開催されるようになった。
東京国際見本市会場は1959年の開場から、1996年まで40年近く使用された。当初は「貿易センター」と呼ばれており、東京モーターショーなど見本市の開催数も限定的であった。貿易センターでは1970年代初頭まで、夏には屋外プール、冬にはドーム館において屋内スケートリンクの営業を行っていた。1970年代になるまでは会場周辺には空き地がかなり残っていたが、多くの見本市が開催されるようになるに従って会場の拡張が繰り返され、周辺の整備が進んだ。
1956年12月、日本住宅公団は15棟（5階建て14棟、10階建て1棟）の晴海団地を建設。10階建ての建物は前川國男の設計による晴海高層アパートで、日本の高層住宅の将来像への試金石と言われた。
1970年代にはホテル浦島（2003年閉鎖・現在の晴海センタービルの場所）やデン晴海（現：晴海グランドホテル）、1980年代にはホテルマリナーズコート東京などのホテルが建設された。
有楽町線が新木場駅まで延伸した1988年（昭和63年）からは東京湾大華火祭が始まり、2015年（平成27年）まで毎年8月に開催された。その後休止を挟み、2026年（令和8年）の10月24日に再度開催されることとなった。

### 1989年（平成元年）以降
1980年代末期、東京都による臨海副都心計画が進められ、老朽化した晴海見本市会場の後継施設を整備する構想が浮上する。そして、1996年（平成8年）4月に東京ビッグサイトが江東区有明に開場し、見本市会場の管理・運営団体およびイベント主催者の有明への移転に伴い、晴海はその役目を譲り同年3月に閉場した。
2000年代に入ると、老朽化が進んでいた晴海1丁目地区の晴海団地およびその周辺が再開発され、晴海アイランドトリトンスクエアという大型商業施設や、高層オフィスビル、高層住宅が建設された。さらに2000年（平成12年）の都営地下鉄大江戸線、勝どき駅、月島駅の開業により、それまで鉄道駅から遠く離れていた晴海の交通環境は大きく改善された。ただトリトンスクエアの完成により就業者が急激に増加したため、歩道の容量不足が深刻になった。
晴海埠頭は南極観測船が出入港する岸壁としても知られる。晴海客船ターミナル付近には外国客船が接岸するなど、東京の国際的な海上旅客交通の玄関口となっていた。晴海埠頭は、埋め立て完成後も長く南西岸（形状的には湾口に向いた短辺）は砂浜のまま放置され、南東岸（豊洲向き）春海橋までと北西岸の黎明橋までが岸壁として供用されていた。砂浜状の晴海埠頭は、1960年（昭和35年）の映画『秋立ちぬ』に見ることができる。なお、2020年（令和2年）には、江東区青海に東京国際クルーズターミナルが開業、2022年（令和4年）2月20日に晴海客船ターミナルはその役割を終え閉館となっており解体される予定である。
2006年（平成18年）には晴海大橋が完成し、のちに豊洲市場などが開業した江東区豊洲6丁目や多数の集客施設を擁する有明などの湾岸地区と直接結ばれた。2018年（平成30年）には首都高速10号晴海線の晴海出入口や、環二通りの豊洲大橋・黎明大橋が開通し、湾岸線や築地・汐留方面とのアクセスもしやすくなっている。
東京都が招致運動を続けてきた2016年東京オリンピック構想では、晴海5丁目にメインスタジアムとなる東京オリンピックスタジアムの建設が予定されていたが、スタジアムと鉄道駅の遠さが難点として指摘され、2010年（平成22年）、中央区独自の銀座-晴海間の路面電車 (ライトレール) 敷設方針が示された。しかし、結果は招致失敗に終わり、スタジアムの建設計画は白紙化された。
2021年に延期となった2020年東京オリンピック・パラリンピックでは、晴海5丁目に同大会の選手村を設けている。大会後の同地区は「HARUMI FLAG」のタウンネームにて、施設改修や高層マンション新築の上での住宅地開発が予定されている。これに先駆け、2020年（令和2年）10月1日より虎ノ門ヒルズや新橋駅からの東京BRTのプレ一次運行が開始され、晴海2丁目に晴海BRTターミナルが開設された。
勝どき駅方面へ新交通ゆりかもめの延伸が計画されるなど、軌道系交通機関を晴海に通す考えはあったが実現しなかった。2022年、新たに都心部・臨海地域地下鉄構想が提起された。
ほかにも晴海には、東京鰹節類卸商業協同組合が運営する東京鰹節センターにて鰹節の取引きが行われており、かつては住宅展示場や家具組合の大型ショールームであるジャパン・ファニチャーセンターなどもあった。見本市会場跡地にはカー用品の大型店舗であるオートウェーブがあったが、設備の老朽化を理由に後年閉鎖された。晴海には当初月島にあった学校や公共施設が移設されたため、また、晴海は当初月島4号地と呼ばれたことから、晴海にありながら月島という名前を冠する学校や公共施設がある。また、現在ある東京都立晴海総合高等学校と東京都立大学晴海キャンパスは、都立京橋高等学校、都立京橋商業高等学校、および都立商科短期大学の跡地に建設された。

### 地名の由来
「いつも晴れた海を望む」という希望から京橋区議会で、住居表示実施前の「晴海町」を決定。

### 沿革
- 1931年（昭和6年）4月：月島4号地（東京港埋立4号地）として、埋め立てが完了する[7][8]。
- 1937年（昭和12年）7月15日：地元住民などの公募により、当地を晴海町と命名（晴海町一丁目から六丁目成立）[7]。
- 1947年（昭和22年）3月15日：日本橋区と京橋区が合併し、中央区が発足する[17]。
- 1955年（昭和30年）3月：晴海町開発審議会条例（晴海町の土地利用と開発の方針）が施行された。
- 1958年（昭和33年）：日本住宅公団（現・都市再生機構）晴海団地が竣工。
- 1959年（昭和34年）：東京国際見本市会場（東京国際貿易センター）完成。
- 1965年（昭和40年）4月1日：住居表示実施[18]。これにより、晴海町一丁目から六丁目に新規埋め立て箇所の一部が加わり、丁目の境界と町名が変更され、晴海一丁目から五丁目となる。
- 1975年（昭和50年）：晴海ふ頭公園開園。
- 1981年（昭和56年）：コミックマーケットが東京国際見本市会場で初開催された。

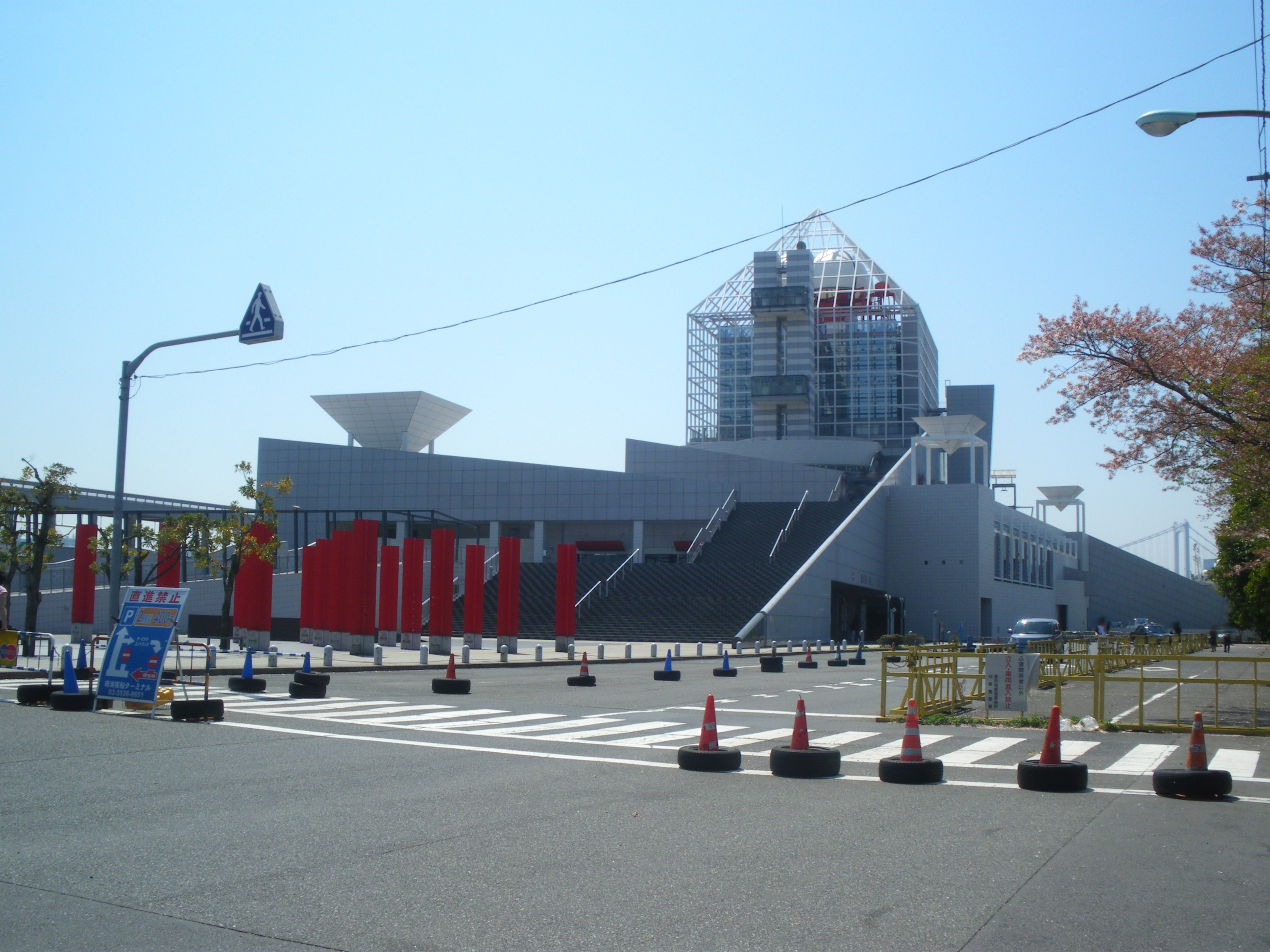
晴海客船ターミナル（2022年2月廃止）

- 1991年（平成3年）3月：国際航路専用ターミナル、晴海客船ターミナル完成。
- 1996年（平成8年）：東京国際見本市会場閉場。
- 1998年（平成10年）：高さ165メートル、50階建てのマンション、ビュータワーが晴海1丁目再開発地区に完成。
- 2001年（平成13年）4月14日：晴海アイランドトリトンスクエア（大型商業施設）開業。
- 2006年（平成18年）3月25日：晴海大橋が完成し、臨海部広域幹線道路（放射第34号線支線1）が開通。
- 2022年（令和4年）2月20日：晴海客船ターミナル廃止[14]。

### 町名の変遷
| 実施後     | 実施年月日   | 実施前（特記なければ各町名ともその一部） |
| ---------- | ------------ | ---------------------------------------- |
| 晴海一丁目 | 1965年4月1日 | 晴海町一丁目、晴海町二丁目、晴海町三丁目 |
| 晴海二丁目 | 1965年4月1日 | 晴海町一丁目、晴海町二丁目、晴海町三丁目 |
| 晴海三丁目 | 1965年4月1日 | 晴海町四丁目、晴海町五丁目               |
| 晴海四丁目 | 1965年4月1日 | 晴海町四丁目、晴海町五丁目               |
| 晴海五丁目 | 1965年4月1日 | 晴海町六丁目（全域）、晴海五丁目（全域） |

### 地価
住宅地の地価は、2025年（令和7年）1月1日の公示地価によれば、晴海5-1-9の地点で137万円/m2となっている。

## 交通
都営地下鉄大江戸線の勝どき駅が最寄り駅となっている。東京メトロ有楽町線の月島駅やゆりかもめの豊洲駅、新豊洲駅、市場前駅なども近隣駅である。
路線バスは都営バス（都03・都05・業10・錦13・東15・深夜13）、日立自動車交通の「晴海ライナー」、中央区コミュニティバス「江戸バス」、東京BRTが運行されている。晴海大橋（有明通り）や環二通りの開通により、豊洲市場・有明・お台場方面へのアクセスが改善された。
晴海は銀座から2 km強という距離にありながら公共交通手段に乏しく、東京モーターショーやビジネスシヨウなど大規模なイベントが開かれた際には、築地市場周辺が交通のボトルネックになっていたこともあり、晴海通りは大渋滞となり、多くの人々が銀座方面まで徒歩で向かうなど、その交通の便の悪さは度々指摘されていた。その後、大規模な見本市の開催時には竹芝桟橋と晴海埠頭間に水上バスが運行され、来場客の輸送が行われた。
地下鉄有楽町線が1988年（昭和63年）に新木場駅まで延長され月島駅が開業するまでは、この地への主な公共交通手段は都営バスのみであった。晴海には国鉄越中島支線につながる東京都港湾局専用線が、越中島駅（現：越中島貨物駅）から単線非電化で晴海埠頭まで敷設されていたが、貨物列車のみの運行であった（1989年までに全線廃止）。
東京オリンピック選手村跡地に開発しているHARUMI FLAG内に新たなバスターミナル（晴海五丁目ターミナル）を設け、晴海地区の交通の集約を図るべく整備を行なっている。

## 世帯数と人口
2023年（令和5年）1月1日現在（中央区発表）の世帯数と人口は以下の通りである。
| 丁目       | 世帯数    | 人口     |
| ---------- | --------- | -------- |
| 晴海一丁目 | 1,939世帯 | 4,144人  |
| 晴海二丁目 | 3,005世帯 | 7,316人  |
| 晴海三丁目 | 2,548世帯 | 5,272人  |
| 晴海四丁目 | 88世帯    | 126人    |
| 晴海五丁目 | 821世帯   | 1,802人  |
| 計         | 8,401世帯 | 18,660人 |

### 人口の変遷
国勢調査による人口の推移。
| 年                 | 人口   |
| ------------------ | ------ |
| 1995年（平成7年）  | 3,250  |
| 2000年（平成12年） | 4,511  |
| 2005年（平成17年） | 5,562  |
| 2010年（平成22年） | 7,561  |
| 2015年（平成27年） | 9,584  |
| 2020年（令和2年）  | 17,465 |

### 世帯数の変遷
国勢調査による世帯数の推移。
| 年                 | 世帯数 |
| ------------------ | ------ |
| 1995年（平成7年）  | 1,448  |
| 2000年（平成12年） | 1,943  |
| 2005年（平成17年） | 2,429  |
| 2010年（平成22年） | 3,455  |
| 2015年（平成27年） | 4,273  |
| 2020年（令和2年）  | 7,553  |

## 学区
区立小・中学校に通う場合、学区は以下の通りとなる（2025年4月現在）。
| 丁目       | 番地 | 小学校                 | 中学校               |
| ---------- | ---- | ---------------------- | -------------------- |
| 晴海一丁目 | 全域 | 中央区立月島第三小学校 | 中央区立晴海中学校   |
| 晴海二丁目 | 全域 | 中央区立月島第三小学校 | 中央区立晴海中学校   |
| 晴海三丁目 | 全域 | 中央区立晴海西小学校   | 中央区立晴海西中学校 |
| 晴海四丁目 | 全域 | 中央区立晴海西小学校   | 中央区立晴海西中学校 |
| 晴海五丁目 | 全域 | 中央区立晴海西小学校   | 中央区立晴海西中学校 |

## 事業所
2021年（令和3年）現在の経済センサス調査による事業所数と従業員数は以下の通りである。
| 丁目       | 事業所数  | 従業員数 |
| ---------- | --------- | -------- |
| 晴海一丁目 | 235事業所 | 20,566人 |
| 晴海二丁目 | 48事業所  | 3,257人  |
| 晴海三丁目 | 92事業所  | 2,986人  |
| 晴海四丁目 | 15事業所  | 1,285人  |
| 晴海五丁目 | 13事業所  | 267人    |
| 計         | 403事業所 | 28,361人 |

### 事業者数の変遷
経済センサスによる事業所数の推移。
| 年                 | 事業者数 |
| ------------------ | -------- |
| 2016年（平成28年） | 359      |
| 2021年（令和3年）  | 403      |

### 従業員数の変遷
経済センサスによる従業員数の推移。
| 年                 | 従業員数 |
| ------------------ | -------- |
| 2016年（平成28年） | 30,854   |
| 2021年（令和3年）  | 28,361   |

### 主な企業
- 東海運 本社
- 月島機械 本社
- 東洋埠頭 本社
- トーメンデバイス 本社
- ピーエス三菱 本社
- プラザクリエイト 本社
- メンバーズ 東京本社
- 日本カストディ銀行 本店

## 施設
教育
- 中央区立月島第三小学校
- 中央区立晴海中学校
- 中央区立晴海西小学校
- 中央区立晴海西中学校
- 東京都立大学晴海キャンパス
  - 東京都立晴海総合高等学校
  - 東京都立大学法科大学院

機関
- 晴海郵便局
- 日本無線協会 - 本部

所轄の警察署

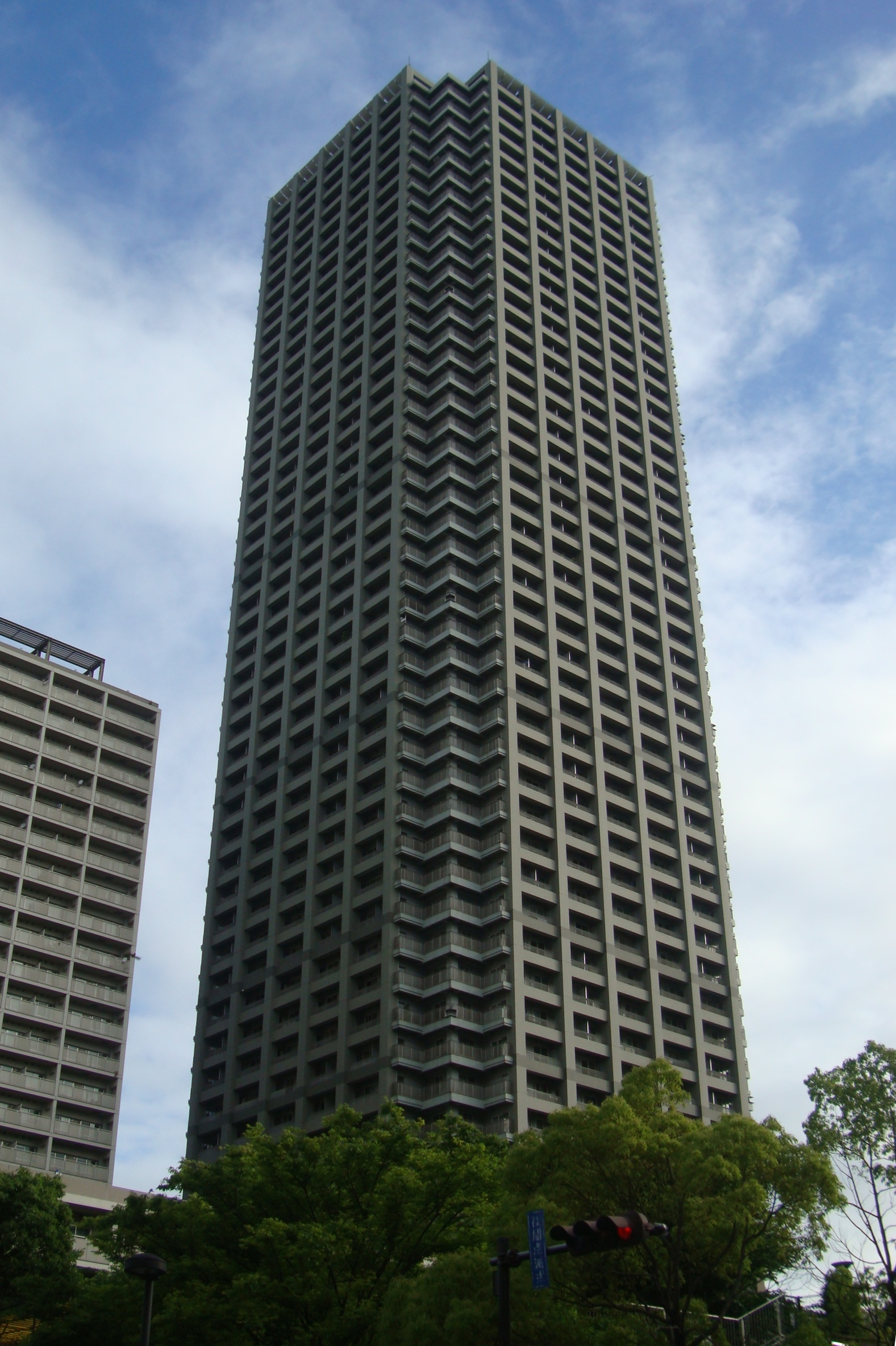
高層マンション「晴海ビュータワー」（1丁目、平成10年竣工）

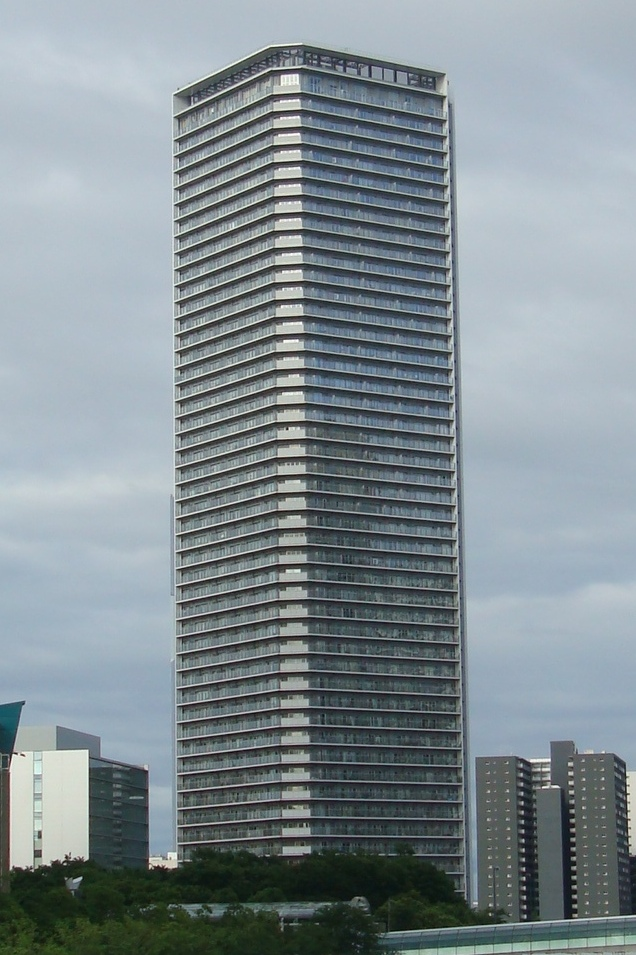
高層マンション「ベイシティ晴海スカイリンクタワー」（3丁目、平成21年竣工）

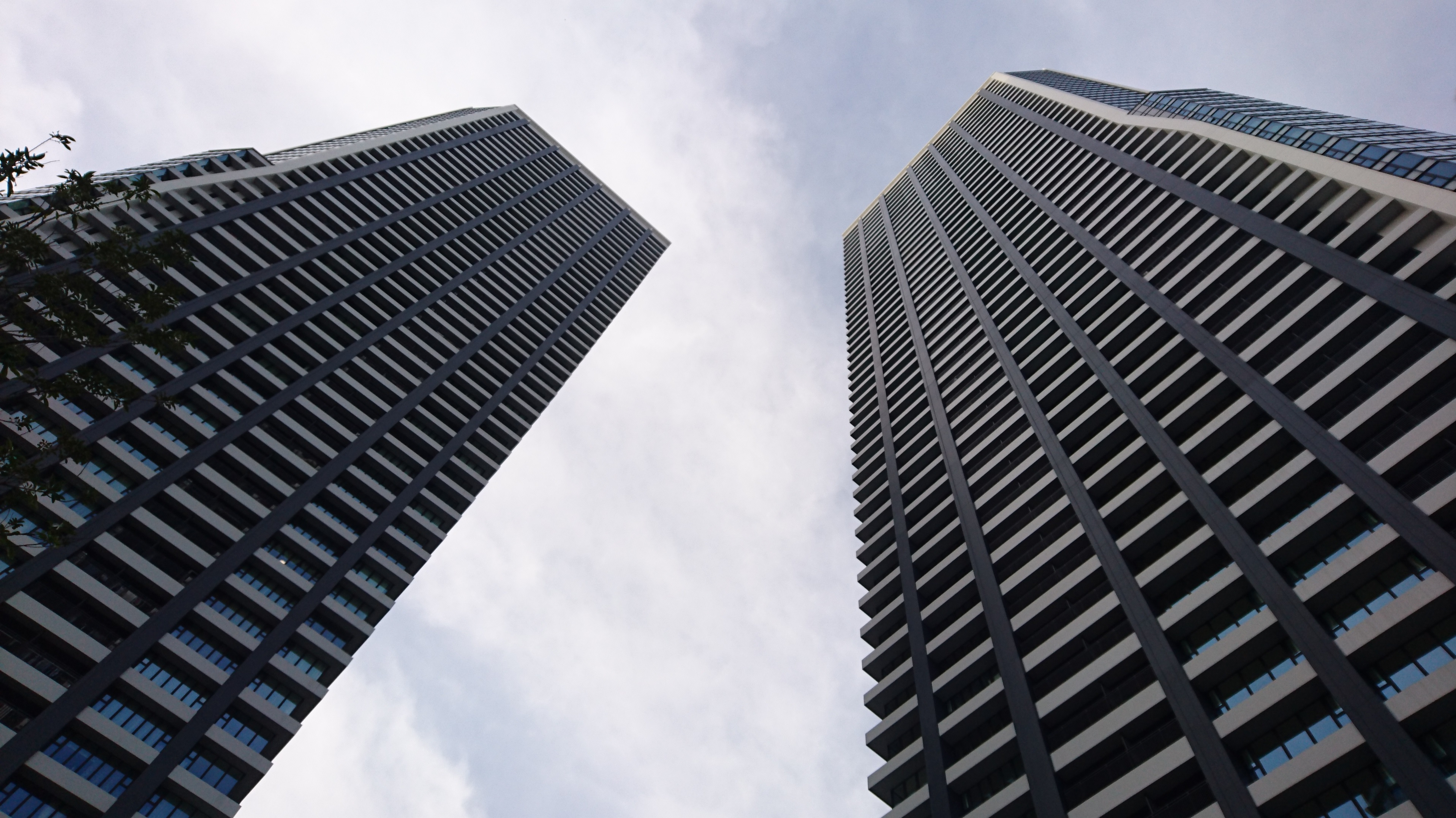
DEUX TOURS

- 月島警察署 - 月島・佃・豊海・晴海の各地区を管轄する。勝どき6-7より晴海3-16-14に移転。2014年7月7日（月）8:30より窓口業務を開始した。

卸売市場
- 東京鰹節センター

ゴミ処理施設
- 中央清掃工場

公園
- 東京都立晴海ふ頭公園
- 東京都立晴海緑道公園
- 中央区立新月島公園
- 中央区立黎明橋公園
- 中央区立朝潮運河親水公園
- 中央区立晴海第一公園
- 中央区立晴海第二公園
- 中央区立晴海第三公園
- 中央区立晴海臨海公園

## その他

### 日本郵便
- ビル除く全域の郵便番号は、104-0053[3]である。各ビルの郵便番号は以下の通りである[30]。なお、集配局はすべて晴海郵便局である。[31]。

| ビル名              | 地上階    | 郵便番号           | 郵便番号       |
| ビル名              | 地上階    | 階層ごと           | 地階・階層不明 |
| ------------------- | --------- | ------------------ | -------------- |
| 晴海オフィスタワーX | 1階〜44階 | 104-6001〜104-6044 | 104-6090       |
| 晴海オフィスタワーY | 1階〜39階 | 104-6101〜104-6139 | 104-6190       |
| 晴海オフィスタワーZ | 1階〜33階 | 104-6201〜104-6233 | 104-6290       |

※各ビルの郵便番号は6・7ケタ目に地上階毎の郵便番号が割り振られています。（例：1階は「01」、10階は「10」）